# نيكولاس ريد
نيكولاس ريد (بالإنجليزية: Nicholas Reed)‏ هو منتج أفلام بريطاني، ولد في 18 يونيو 1963 في جبل طارق في المملكة المتحدة.

## وصلات خارجية
- نيكولاس ريد على موقع IMDb (الإنجليزية)
- نيكولاس ريد على موقع قاعدة بيانات الفيلم (الإنجليزية)